# Ломи (Вармінсько-Мазурське воєводство)
Ломи (пол. Łomy, нім. Steinberg) — село в Польщі, у гміні Йонково Ольштинського повіту Вармінсько-Мазурського воєводства.
Населення — 272 особи (2011).
У 1975-1998 роках село належало до Ольштинського воєводства.

## Демографія
Демографічна структура станом на 31 березня 2011 року:
|          | Загалом | Допрацездатний вік | Працездатний вік | Постпрацездатний вік |
| -------- | ------- | ------------------ | ---------------- | -------------------- |
| Чоловіки | 139     | 25                 | 99               | 15                   |
| Жінки    | 133     | 28                 | 86               | 19                   |
| Разом    | 272     | 53                 | 185              | 34                   |